# Piotr Jefimienko
Piotr Pietrowicz Jefimienko (ros. Пётр Петрович Ефименко, ur. 23 listopada 1884 w Charkowie, zm. 18 kwietnia 1969 w Leningradzie) – rosyjski i radziecki archeolog, badacz paleolitu. Doktor archeologii (1934), członek Narodowej Akademii Nauk Ukrainy (1945), honorowy członek: Królewskiego Antropologicznego Instytutu Wielkiej Brytanii i Irlandii (1943), Międzynarodowego Związku Historyków (1958) i Włoskiego Instytutu Prehistorii we Florencji (1960).

## Życiorys
Piotr Jefimienko urodził się 23 listopada 1884 w rodzinie znanych działaczy na rzecz nauki i kultury Aleksandry Stawrowskiej i Piotra Sawicza Jefimienki.
Od 1904 do 1906 roku studiował na historycznym wydziale Uniwersytetu Charkowskiego. W 1906 był wykluczony za działalność rewolucyjną. Od 1906 do 1912 studiował na matematyczno-fizycznym wydziale (oddział przyrodoznawstwa, specjalność - archeologia prehistoryczna) Uniwersytetu Petersburskiego, po którego ukończeniu został tam na praktykach.
Jefimienko interesował się archeologią, historią i etnografią. Brał udział w zjazdach archeologicznych: charkowskim (1902) i dniepropetrowskim (1905). Wtedy to napisał swoje pierwsze prace naukowe. W 1906 w ciągu przygotowań zbioru (skorowidzu) dat z historii Guberni Charkowskiej przyznano mu nagrodę im. Ołeksandra Potebinii. Odbył dwuroczną (1913-1915) podróż po świecie. Odwiedził muzea i centra naukowe Zachodniej i Południowej Europy, południowo-zachodniej Afryki, południowej Azji, Chin i Japonii. W latach 1915–1923 był pracownikiem naukowym Muzeum Historycznego w Moskwie.
W 1923 wrócił do Leningradu i od tego roku pracował w Ermitażu, Kunstkamerze, leningradzkiej filii Instytutu Kultury Materialnej Narodowej Akademii Nauk Ukrainy, profesor Uniwersytetu Leningradzkiego.
W 1934 Prezydium Narodowej Akademii Nauk Ukrainy przyznało mu stopień naukowy doktora archeologii.
Od 1945 do 1954 roku był dyrektorem Instytutu Archeologii Narodowej Akademii Nauk Ukrainy. W 1954 ponownie wrócił do Leningradu.
18 kwietnia 1969 zmarł w Leningradzie.

## Badania naukowe
Badania archeologiczne Jefimienko przeprowadzał na rzekach Oskoł i Doniec pod Woroneżem (1926-1927), podczas ekspedycji na środkowej Wołdze(1927-1928) i w Tatarstanie (1943), stał na czele wieloletniej ekspedycji o nazwie Wielki Kijów. Piotr Jefimienko stworzył jedną z typologii pierwotnych ludów.
Był głównym redaktorem okresowych publikacji, takich jak:
- Археология (od 1947)
- Археологические достопримечательности УССР (od 1949)
- Краткие сообщения Института археологии (od 1952)
- Советская археология

## Dzieła
Piotr Jefimienko jest autorem ponad 80 prac naukowych. Najważniejsze z nich to:
- Дородовое общество (Leningrad, 1934)
- Древнерусские поселения на Дону (Moskwa, 1948)
- Первобытное общество (Kijów, 1953)
- Костенки I (Kijów, 1953)